# Cavil

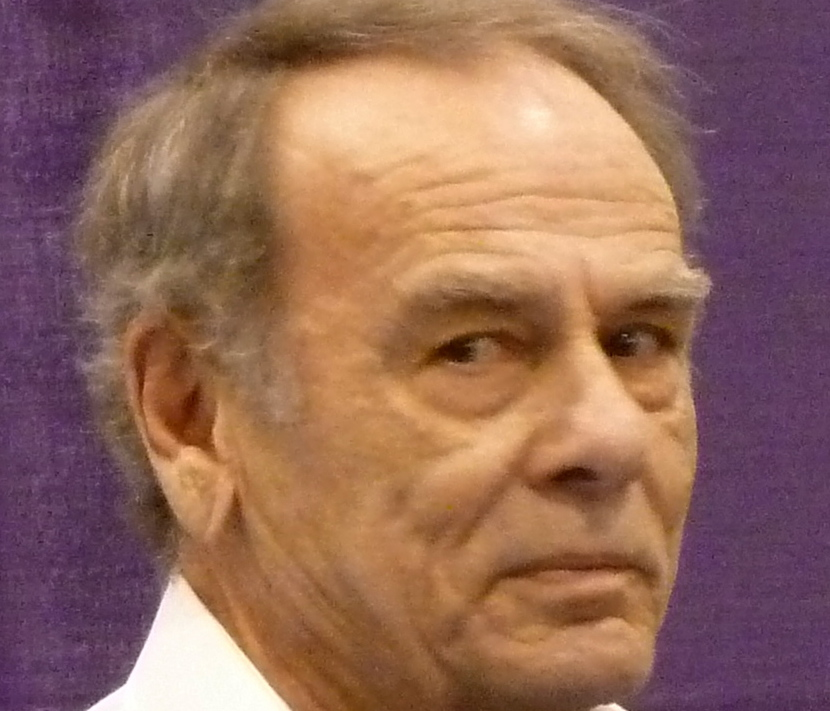
Dean Stockwell

John Cavil (znany także jako Brat Cavil) to fikcyjna postać występująca w serialu Battlestar Galactica. Cavil jest humanoidalnym Cylonem oznaczonym jako Number One, który jak reszta humanoidalnych Cylonów została stworzona przez Final Five (ostatnią piątkę). W postać Cavila wcielił się Dean Stockwell.

## Kopia z Galactici
Po raz pierwszy Cavil pojawił się w serialu po tym, jak Szef Tyrol pobił do nieprzytomności Cally w hangarze statku. Cavil wyjaśnił Tyrolowi, że powodem, dla którego pobił dziewczynę, było przypuszczenie, że jest cylońskim uśpionym agentem. 
Cavil zdaje się być bardziej religijny od innych Cylonów, ale jest to jedynie cynizm, gdyż wyśmiewa się z wiary w bogów. Modlił się wraz z Prezydent Roslin o wygranie wyborów prezydenckich. Po tym, jak Tyrol zorientował się, że Cavil jest Cylonem, został wyrzucony przez śluzę powietrzną.

## Kopia z Caprici
Druga kopia Number One pojawiła się na Caprice w momencie gdy rebelianci uciekający z planety byli ostrzeliwani. Po zakończeniu ostrzału pojawił się Cavil i powiedział, że Cyloni odlecieli z planety.
Po tym jak powrócił z rebeliantami na Galacticę i został rozpoznany przez Tyrola przed śmiercią (poprzez wyrzucenie przez śluzę razem ze swoją kopią) powiedział Roslin i Admirałowi Adamie, iż Cyloni żałują dwóch rzeczy: po pierwsze, że zaatakowali Dwanaście Kolonii oraz że podjęli pościg za uciekającą Flotą.

## Kopie z Nowej Caprici
Jednak kopia ma romans z Ellen Tigh, żoną Pułkownika Tigh'a, który zaraz po najeździe na Nową Capricę znalazł się w więzieniu. Helen oddaje się Cavilowi, aby ten wypuścił pułkownika z więzienia.
Dwie inne kopie uczestniczą w rozmowach z Baltarem jako jedni z przywódców Cylonów.
Inna kopia daje jednemu z policjantów Nowej Caprici listę osób skazanych na śmierć.

## "Szef Cylonów"
Po Drugim Exodusie wydaje się, że Cavil został przywódcą Cylonów. Każda kopia liczy się z jego zdaniem. To on uczestniczył w pertraktacjach z Kolonistami podczas konfliktu na Planecie Alg, chciał zniszczyć Flotę Kolonistów i nie rozumiał, dlaczego Admirał Adama zdolny jest poświęcić życie swego syna Apollo.
Inna kopia uczestniczyła w odrodzeniu się D’Anny Biers, gdy ta zobaczyła Piątkę ukrytych Cylonów (Final Five) w świątyni Jupitera, i ta sama kopia podjęła decyzję o „wyłączeniu” całej serii Numeru Trzeciego.
W odcinku pt. „Six of One” Cavil wraz z innymi Jedynkami, Czwórkami, Piątkami i Sharon Valerii przeciwstawili się Dwójkom, Szóstkom i Ośemkom (wersja „Boomer” i inne poprawione przez Cavila) doprowadzając do wojny domowej pomiędzy Cylonami. Przyczyną sporu wśród Cylonów jest Cavil, który uważa, że ludzi trzeba zniszczyć a cechy ludzkie u Cylonów wyeliminować - „naprawia” w ten sposób część centurionów i modyfikuje część Ósemek.
W tym czasie Cavil zdecydował się poznać tożsamość Final Five i zdecydował się przywrócić „do życia” D'Annę. Gdy ta została wskrzeszona zabija Cavila. Nigdy później Cavil się nie odrodził, ale przetrwały niektóre jego kopie stojące na czele rebelii Cylonów